# 마지막 황제
《마지막 황제》(영어: The Last Emperor)는 청나라의 마지막 황제이며 후에 만주국 황제로 즉위한 선통제 부의의 생애를 그린 영화이다. 1987년에 개봉되었고, 일본과 대한민국에서는 1988년에 개봉되었다. 감독 베르나르도 베르톨루치, 주연 존 론(John Lone)의 이탈리아, 중국, 영국 합작 영화다. 1988년 미국 아카데미 시상식에서 9개의 상을 휩쓸었으며, 중국 당국이 자금성에서 영화를 촬영하는 것을 허락한 최초의 영화이기도 하다.

## 개요
서태후가 그를 황제로 지명하고 서거한 1908년부터 하나의 시민이 되어 생애를 마치는 1967년까지 일어났던 일을 중심으로, 중간중간에 전범수용소에서의 고문 신을 묘사하면서 시민으로 생애를 마칠 때까지의 푸이의 인생을 그린 영화다. 푸이의 자서전 《황제에서 시민으로》를 바탕으로 여러 가지 각색이 들어갔다. 세계 최초로 자금성에서 로케이션을 한 영화로 화제를 불렀다. 푸이 역은 존 론이 맡았으며, 사카모토 류이치가 음악 프로듀서로 참여하였다.
1987년 아카데미상에서 작품상, 감독상, 각색상, 촬영상, 편집상, 녹음상, 의상디자인상, 미술상, 작곡상 등 9개 부문을 수상하는 등 개봉 당시부터 평가가 높았으며 세계적으로 큰 성공을 기록했다.
중국 대륙을 무대로 한 영화이지만 대부분의 대사가 영어이거나(그래서 중국계 미국인 배우들이 주요 배역을 점했다), 독자적인 각색도 많다(실제와 다른 묘사 등). 중국에서는 같은 테마의 작품이 이미 몇 편 만들어진 상태인데다가 당시 중국에서는 아직까지 외국 영화를 많이 관람하는 상태가 아니었기 때문에 중국에서의 지명도는 낮았다.
중국 정부의 전격적인 협력으로 하루에 5만 명이 다녀간다는 관광명소인 자금성을 몇 주씩이나 빌려 촬영했으며, 당시 중국 문화부 차관이었던 배우 잉뤄청이 전범수용소 소장 역을 맡았다. 색채감각이 풍부한 베르톨루치의 영상미는 압권이었는데, 특히 장엄하고 화려한 즉위식 장면은 영화사에 길이 남을 유명한 장면이 되었다.
과거 한국어 더빙 공중파 방송분에서 푸이 황제는 "아신자로 부이"라고 불렸다.

## 줄거리
제2차 세계 대전이 끝나면서 국민당과 중국 공산당간의 국공 내전이 끝나고 사회주의 국가인 중화인민공화국의 도시가 된 하얼빈 역. 1950년 5년간에 걸친 소련의 억류에서 풀려나 송환된 중국인 전범들이 가득한 가운데, 한 남자가 자살을 시도한다. 삶에서 멀어지며 옅어져 가는 의식 속에서 어릴 때의 날들이 주마등처럼 떠오른다. 이 남자가 바로 청나라 최후의 황제였던 선통제 아이신교로 푸이였다.
1908년 황극전에서 태황태후인 서태후에게 광서제의 후계자로 지명받았고 붕어한 광서제의 뒤를 이어 겨우 세 살에 황위에 오른 푸이는 즉위 3년 만에 중국을 뒤흔든 신해혁명의 물결에 휩쓸려 황제 칭호와 사유 재산만 인정받은 채 퇴위당한다. 황후와 후궁을 맞이하게 되고, 영국인 가정교사의 영향으로 신사상에 매료된 그는 서양으로의 유학이라는 꿈을 갖는다. 황실 재산의 좀을 먹는 환관들을 축출하고 새로운 인물을 기용하는 등 나름대로 황궁 내의 개혁을 시도한다.
1924년 군벌 풍옥상의 쿠데타로 그는 결국 자금성에서 쫓겨나 청나라 황제의 칭호를 빼앗긴다. 만주에서의 영향력 행사를 위한 일본인들의 획책에 넘어간 나머지 그는 유학의 꿈을 접고 만주국의 황제로 우뚝 올라선다. 그러나 만주국의 황제라는 칭호는 허울에 불과하였고 실권은 일본인들이 쥐고 있었고 푸이의 우매함에 격분한 황후는 아편 중독에 빠진다. 제2차 세계 대전이 일본의 패전으로 끝나자 푸이는 일본으로의 탈출을 시도하지만 만주국에 이미 들어온 소련군에게 체포되어 중국으로 넘겨진다. 만주국 포로를 수감하는 형무소에서 사상교육을 받고 출소한 그는 평범한 정원사로 일상을 지내고, 마지막 자금성을 찾아가 과거를 회상하며 영화는 막을 내린다.

## 배역
- 존용(尊龍, John Lone) - 성인 부의/선통제 역
  - 리차드 부(Richard Vuu) - 어린(3세) 부의 역
  - 추제격(Tijger Tsou) - 소년(8세) 부의 역
  - 오도(Wu Tao) - 청년(15세) 푸이 역
- 진충(陈冲, Joan Chen) - 성인 완룽 역
- 피터 오툴(Peter O'Toole) - 레지날드 존스턴 역
- 영약성(英若诚, Yīng Ruòchéng) - 형무소 소장 역
- 영화용(Ric Young) - 심문관 역
- 오군매(邬君梅, Wu Junmei) - 원슈 역
- 황자강(黄自強, Victor Wong) - 첸 사부 역
- 사카모토 류이치(Ryuichi Sakamoto) - 아마카스 마사히코 역
- 매기 한(Maggie Han) - 이스턴 쥬얼(가와시마 요시코) 역
- 천카이거(陈凯歌, Chén Kǎigē) - 군인대장 / 히로사가 공주 남편

## 한국판 성우진 (KBS, 1991년 2월 16일 ~ 2월 17일)
- 배한성 - 부의(존 론)
- 송도영 - 원룽(진충)
- 김종성 - 존스턴(피터 오툴)
- 이정구 - 아마카스(사카모토 류이치)
- 이경자 - 이스턴 쥬얼(매기 한)
- 황원 - 사부(황자강)
- 손정아 - 문수(오군매)
- 박영남 - 소년 부의(추제격)
- 장세준 - 청년 부의(오도)
- 김병관 - 소장(영약성)
- 양지운 - 심문관(영화용)
- 장광 - 법무대신(장시림)
- 최병상 - 군인대장(진개가) / 히로사까 공주 남편
- 박은숙 - 가이드(루시아 황)

## 같이 보기
- 청나라
- 만주국
- 푸이